# Harfordia
Harfordia, monotipski biljni rod iz porodice dvornikovki. Jedina vrsta je H. macroptera, meksički endem sa poluotoka Baja California.
H. macroptera je drvenasta trajnica koja raste primarno u pustinjama ili u suhim biomima grmlja.

## Varijeteti
- Harfordia macroptera var. fruticosa (Greene) Reveal
- Harfordia macroptera var. galioides (Greene) Reveal

* Harfordia macroptera var. macroptera

## Sinonimi
- Pterostegia macroptera Benth. in Bot. Voy. Sulphur: 44 (1844)

## Slike
- H. macroptera
- H. macroptera
- H. macroptera

## Vanjske poveznice
|  | Zajednički poslužitelj ima još gradiva o temi Harfordia macroptera |
|  | Wikivrste imaju podatke o taksonu Harfordia macroptera             |